# Ken Paxton

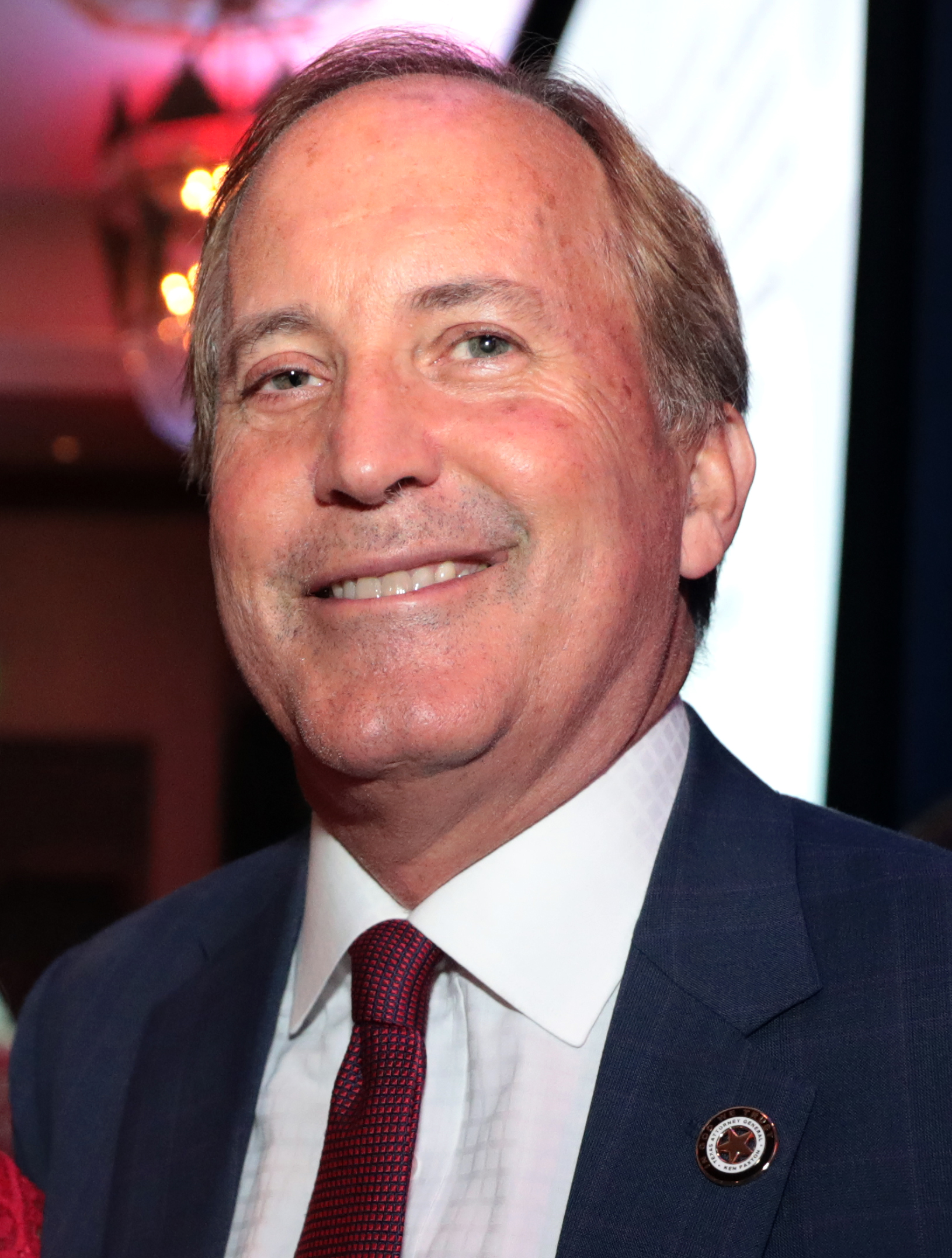
Ken Paxton, 2021

Warren Kenneth „Ken“ Paxton Jr. (* 23. Dezember 1962 in Minot, North Dakota) ist ein texanischer Politiker der Republikanischen Partei der Vereinigten Staaten. Bevor er 2014 erstmals zum Attorney General von Texas gewählt wurde, hatte er von 2003 bis 2013 Mandate im Repräsentantenhaus von Texas und 2013 bis 2015 im Senat von Texas inne. 2023 beschloss das Repräsentantenhaus des Bundesstaates ein Amtsenthebungsverfahren wegen Korruptions- und Amtsmissbrauchsvorwürfen gegen Paxton zu eröffnen, der Senat von Texas lehnte die Amtsenthebung im September 2023 ab.

## Leben
Ken Paxton wurde als Sohn eines auf der Minot Air Force Base stationierten Angehörigen der United States Air Force geboren.
Ken Paxton studierte zunächst Psychologie an der Baylor University. Dort erlangte er 1985 den akademischen Grad eines Bachelor und 1986 den eines Masters. Es schloss sich ein Studium der Rechtswissenschaft an der University of Virginia an, welches er 1991 abschloss. Er war dann als Rechtsanwalt tätig.

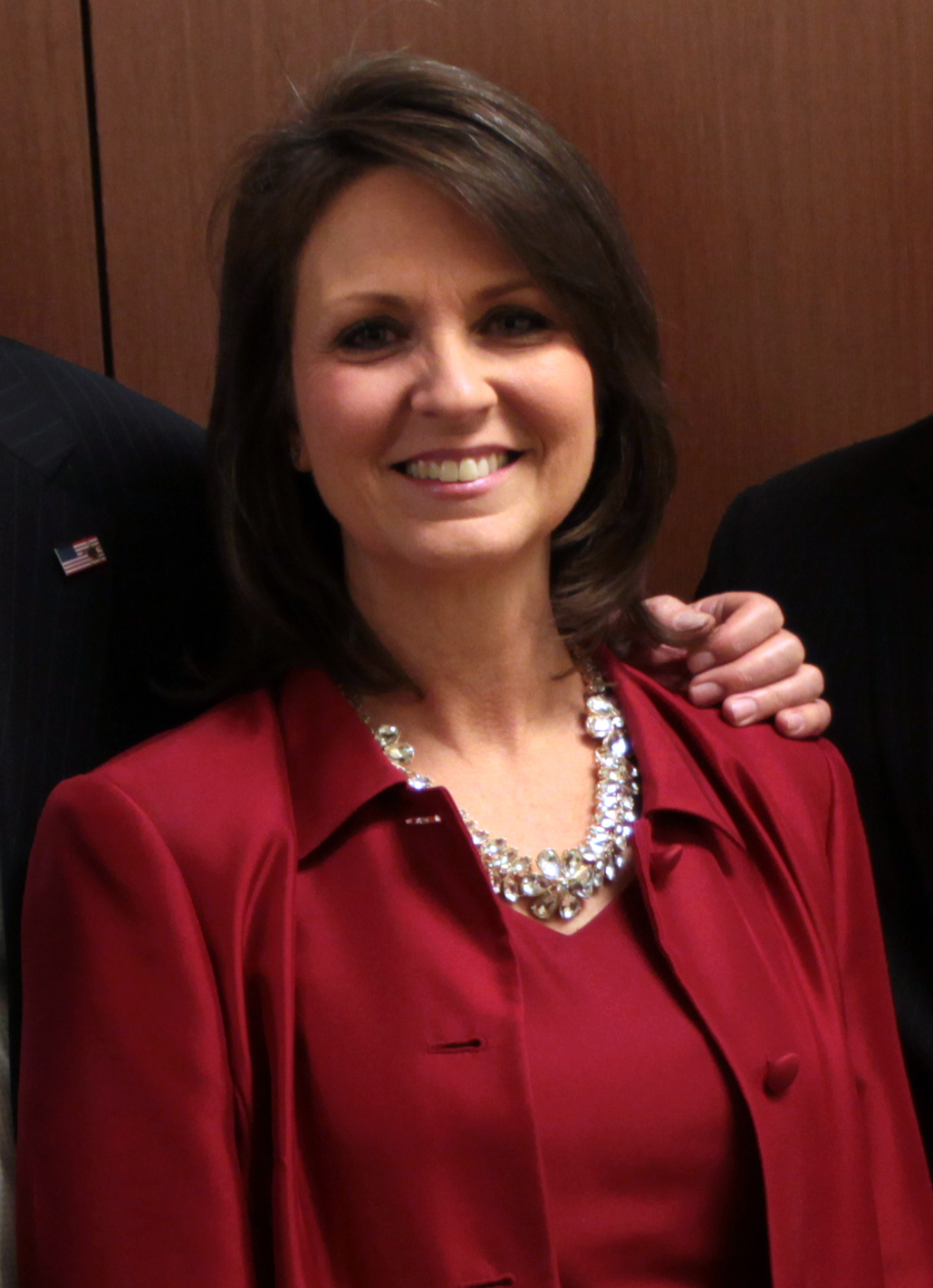
Angela Paxton, 2015

Er ist verheiratet mit Angela Paxton, die seit 2018 ihrerseits Senatorin in Texas ist. Sie vertritt dort denselben Senatswahlbezirk, den Ken Paxton bis 2014 repräsentierte. Das Paar hatte sich kennengelernt, als beide an der Baylor University studierten. Aus der Ehe gingen vier Kinder hervor. Die Familie Paxton lebt in McKinney (Texas). Am 10. Juli 2025 teilte Frau Paxton auf X mit, dass sie aus biblischen Gründen die Scheidung eingereicht habe. Ken Paxton erklärte auf X, dass das Paar sich wegen ständiger politischer Angriff gemeinsam für die Trennung entschieden habe.
Gemeinsam mit seiner Ehefrau war er Mitbegründer der Stonebriar Community Church in Frisco.
Ken Paxton gehört heute der Prestonwood Baptist Church an, einer Megachurch der Southern Baptist Convention mit Sitz in Plano (Texas). Er gehörte unter anderem dem Vorstand des Prestonwood Pregnancy and Family Care Center an, welches sich aktiv bemüht Schwangere von Schwangerschaftsabbrüchen abzubringen.

## Abgeordneter
2002 wurde Ken Paxton in das Repräsentantenhaus von Texas gewählt. Er wurde 2004, 2006, 2008 und 2010 wiedergewählt. Paxton vertrat in diesem Repräsentantenhaus den 70. Wahlbezirk des Bundesstaates Texas. Zu Beginn seiner letzten Wahlperiode im Repräsentantenhaus forderten im Januar 2011 der Abgeordnete Warren Chisum und Paxton Joe Straus, den moderateren Sprecher des Repräsentantenhauses, heraus. Unterstützer Paxtons behaupteten, dass Straus, der 2009 nur mit Unterstützung der Demokraten Haussprecher geworden war, nicht ausreichend deutlich gegen Abtreibungen sei. Nachdem Straus in einer fraktionsinternen Probeabstimmung 70 Prozent der Stimmen erhalten hatte, zog zunächst Chisum seine Kandidatur zurück. Paxton verzichtete auf seine Gegenkandidatur erst unmittelbar vor der Abstimmung.
Nachdem Ken Paxton sich 2012 ohne republikanischen Gegenkandidaten in den Vorwahlen qualifiziert hatte, gewann er die Wahl zum Senat von Texas im 8. Wahlbezirk mit 62,3 Prozent der Stimmen.
Paxton galt in seiner Zeit als Senator als Favorit der Tea-Party-Bewegung. Er profilierte sich in seiner Zeit in der Legislative von Texas weniger mit erfolgreichen Gesetzesvorhaben, als mit letztlich erfolglosen Gesetzesinitiativen. Hierzu gehörten ein angestrebtes Verbot von Lehrmaterialien von Organisationen wie Planned Parenthood im Sexualkundeunterricht, eine Pflicht für Schwangere eine Ultraschalluntersuchung machen zu lassen, bevor ein Schwangerschaftsabbruch durchgeführt werden dürfte, und eine Änderung der Verfassung von Texas, die Klagen gegen religiös motivierter Diskriminierung untersagt hätte.

## Attorney General von Texas

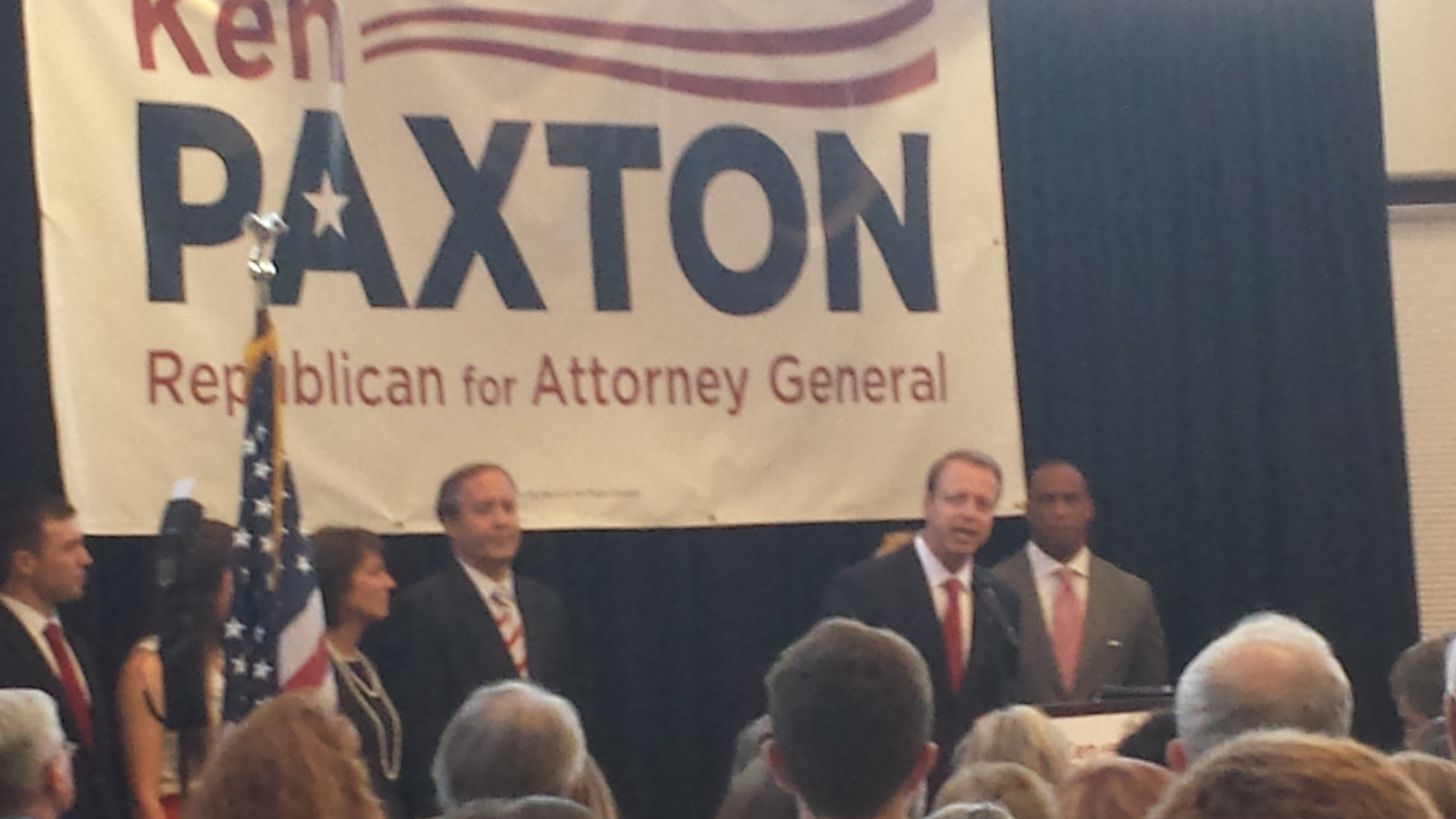
Ankündigung von Paxtons Wahlkampagne zur Wahl zum Attorney General von Texas

Bei den Wahlen 2014 kandidierte Ken Paxton, um die Nachfolge von Greg Abbott als Attorney General anzutreten, der für das Amt des Gouverneurs von Texas kandidierte. In den Vorwahlen im März 2014 setzte sich Paxton zunächst gegen zwei Parteifreunde durch. In der Hauptwahl am 4. November 2014 gewann er dann mit 58,8 Prozent der abgegebenen Stimmen. Nachdem Ken Paxton bei seiner ersten Wahl zum Attorney General die Vorwahlen gewonnen hatte, trat er kaum in Mainstreammedien auf. Seine Strategie war vielmehr Evangelikale für sich stimmen zu lassen. Bei den Wahlen 2018 hatte Paxton keinen parteiinternen Widersacher in den Vorwahlen. Bei der Hauptwahl im November wurde er mit 50,6 Prozent der Stimmen wiedergewählt. Bei den Wahlen 2022 konnte sich Paxton in den Vorwahlen gegen George P. Bush durchsetzen, nachdem er eine Wahlempfehlung von Donald Trump erhalten hatte. Bush hatte seinen Wahlkampf darauf aufgebaut, dass Ken Paxton wegen seiner rechtlichen Probleme nicht wählbar sei.
Paxton profilierte sich in seiner Amtszeit als konsequenter Vorkämpfer für die äußerst konservative Sache.
Ein gegen ihn angestrengtes Amtsenthebungsverfahren endete mit Freispruch durch den Senat von Texas am 16. September 2023. Während des Verfahrens war Paxton freigestellt, nahm aber kurz nach dem Freispruch das Amt wieder auf.

### Verfahren in der Zeit als Attorney General

#### Klagen gegen die Obama-Administration
In seinen ersten beiden Amtszeiten als Attorney General machte Paxton sich mit Klagen gegen die demokratische Bundesregierung unter Barack Obama einen Namen. Er klagte gegen Obamacare und gegen Executive Orders zur Krankenversicherung und zur Einwanderungspolitik. In einem von seinem Amtsvorgänger Greg Abbott begonnenen Verfahren war Paxton 2016 durch einen gespaltenen Supreme Court erfolgreich; Obamas Executive Order zu Immigranten war in drei Bundesstaaten blockiert. Seine 2018 mit Unterstützung von siebzehn weiteren Bundesstaaten erhobene Klage gegen Obamacare wurde demgegenüber 2021 vom Obersten Gerichtshof der Vereinigten Staaten wegen fehlender Klagebefugnis (standing) mit 7 zu 2 abgewiesen. Erfolglos war Paxton außerdem mit einer Klage gegen die gleichgeschlechtliche Ehe und einer Klage gegen die Obama-Regierung zur Verteidigung von Abtreibungsverboten in Texas.

#### Unterstützung der Trump-Administration
Nach dem Aufstieg von Donald Trump trat Paxton als einer der deutlichsten Unterstützer Trumps in Texas hervor. Während er sich mit knapp fünfzig Klagen gegen die Bundesregierung als konservativer Vorkämpfer profilierte, verweigerte Paxton andererseits allein in den letzten zwei Jahren vor dem Amtsenthebungsverfahren in mindestens 75 Gerichtsverfahren die rechtliche Vertretung für texanische Behörden. Die rechtliche Vertretung von Behörden des Bundesstaates gehört zu den Hauptaufgaben eines Attorney General.
Am 8. Dezember 2020 erhob Paxton nach der Präsidentschaftswahl im Namen des Bundesstaates Texas Klage vor dem Obersten Gerichtshof. Er beantragte, die Wahlmänner der Bundesstaaten Georgia, Michigan, Pennsylvania und Wisconsin im Electoral College zu blockieren. Die Bundesstaaten hatten in der Präsidentenwahl 2020 für den demokratischen Kandidaten Joe Biden gestimmt. 17 Attorneys General aus roten Bundesstaaten sowie Donald Trump schlossen sich an. Der Oberste Gerichtshof wies die Klage am 10. Dezember 2020 ab. 2022 erhob die texanische Anwaltskammer (State Bar of Texas) Klage vor dem Gericht des Collin County wegen anwaltlichen Fehlverhaltens. Paxton habe bei seiner Klage vor dem Obersten Gerichtshof wahrheitswidrig vorgetragen, dass er Beweise für massiven Wahlbetrug in den vier Bundesstaaten habe. Nachdem Trump die Präsidentschaftswahl verloren hatte, eröffnete Attorney General Paxton, wie auch andere republikanische Amtskollegen, Strafverfahren wegen vermuteter Wahlvergehen. Insgesamt strengte seine Behörde von Januar 2020 bis September 2022 390 Strafverfahren an. Nur vier endeten mit Verurteilungen. Im Gegensatz zu seinen Kollegen in anderen Bundesstaaten veranlasste er dabei auch Verfahren gegen Wahlhelfer in mindestens zehn Fällen. Diese führten zu zwei Anklageerhebungen gegen Wahlhelfer mit Freisprüchen in beiden Fällen.

#### COVID-19-bezogene Verfahren
Während der COVID-19-Pandemie in den Vereinigten Staaten erhob Paxton Klagen gegen die von der Bundesregierung getroffenen Maßnahmen zur Bekämpfung von COVID-19. Im Namen von Texas erhob er Klage gegen COVID-19-Impfpflichten für Angestellte und Vertragspartner des Bundes. Er klagte gegen Impfpflichten für Angestellte im Gesundheitswesen, Lehrer im vom Bund geförderten Head-Start-Programm und in der Nationalgarde von Texas. Er klagte gegen die Maskenpflicht für Lehrer und Schüler im Head-Start-Programm. Auch gegen die Maskenpflicht in Flugzeugen legte Paxton Klage ein. Er erhob Klage gegen den US-Haushalt 2022, da dieser unter Corona-Abstimmungs-Regelungen zustande gekommen war.
Anfang Mai 2023 kündigte Ken Paxton Ermittlungen an, inwiefern finanzielle Motive oder politischer Druck eine Rolle gespielt hätten bei Maßnahmen gegen COVID-19. Dies solle auch Strafverfahren gegen die COVID-19-Impfstoffhersteller Pfizer, Moderna und Johnson & Johnson wegen angeblicher Manipulation von Testergebnissen im Zulassungsverfahren umfassen. In Texas klagte er gegen von Schulbezirken erlassene Maskenpflichten bis zum Texas Supreme Court. Nach dem Ende der Pandemie am 11. Mai 2023 erhob Paxton Ende November 2023 Klage gegen den COVID-19-Impfstoff-Hersteller Pfizer. Er warf dem Unternehmen Verbraucherirreführung und versuchte Zensur vor.

#### Verfahren gegen die Biden-Administration
Paxton erhob Klage gegen eine Executive Order Präsident Bidens, die Frauen im Falle von Lebensgefahr ein Recht auf Schwangerschaftsabbruch einräumte.
Er ordnete im Mai 2023 Ermittlungen gegen zwei Kinderkrankenhäuser wegen des Angebots von Geschlechtsumwandlungen an, obwohl ein entsprechendes Verbot in Texas erst im September in Kraft treten würde.

#### Verfahren wegen Schwangerschaftsabbrüchen
Im Juni 2022 hob der US Supreme Court die Präzedenzentscheidung Roe v. Wade mit Dobbs v. Jackson Women’s Health Organization auf und erlaubte damit den Bundesstaaten Schwangerschaftsabbrüche zu untersagen. Das Parlament von Texas hatte in Erwartung einer Aufhebung von Roe v. Wade den Human Life Protection Act of 2021 erlassen, der 30 Tage nach der Dobbs-Entscheidung in Kraft trat. Das Gesetz untersagt unter Strafandrohung Schwangerschaftsabbrüche mit Ausnahme von Lebensgefahr für die Mutter oder der Gefahr schwerer Gesundheitsbeeinträchtigungen für die Mutter. Unmittelbar nach der Aufhebung von Roe v. Wade verfasste Paxton eine Aufforderung an örtliche Staatsanwaltschaften sofort Strafverfahren gegen alle Personen aufzunehmen, die Hilfen für Schwangerschaftsabbrüche anböten. Dies schloss Hilfsorganisationen ein, die Abbrüche außerhalb des Bundesstaates Texas anboten.
Im März 2023 wurde im Namen von mehreren Frauen, die geltend machten an Schwangerschaftsabbrüchen trotz erheblicher Gefahren gehindert worden zu sein, Klage im Fall Zurawski v. Texas erhoben. Nachdem ein Gericht in Austin die Anwendung des Gesetzes in Fällen von Schwangerschaftskomplikationen eingeschränkt hatte, legte Paxton Rechtsmittel beim Texas Supreme Court ein. Vor dem höchsten Gericht des Bundesstaates argumentierte die Behörde des Attorney General unter anderem, dass nicht der Bundesstaat, sondern die Ärzte verklagt werden müssten.
Nachdem eine Schwangere im Dezember 2023 durch Gerichtsbeschluss einer Richterin im Travis County eine Ausnahmebewilligung zum Schwangerschaftsabbruch erhalten hatte, da bei der Leibesfrucht das Edwards-Syndrom nachgewiesen worden war, drohte Paxton Strafverfolgung für jeden an, der sich an der Abtreibung beteilige. Paxton ließ dann Rechtsmittel gegen die Entscheidung der Richterin beim Texas Supreme Court einlegen. Der Oberste Gerichtshof von Texas hob die erstinstanzliche Entscheidung daraufhin am 11. Dezember 2023 auf.

### Skandale in der Amtszeit als Attorney General
Die Amtszeit Ken Paxtons als Attorney General war auch durch mehrere Skandale geprägt, unter anderem waren Strafverfahren gegen ihn eröffnet worden.

#### Ermittlungen wegen Wirtschaftsvergehen
Im Jahr 2015 wurde Ken Paxton im Harris County wegen Wirtschaftsvergehen angeklagt. Die Anklage warf ihm vor, dass er für den Kauf von Aktien eines Technologieunternehmens geworben habe, ohne seine eigenen finanziellen Interessen offenzulegen. Das Hauptverfahren verzögerte sich aus Verfahrensgründen. So wurde 2017 zunächst das Verfahren nach Houston abgegeben, da Harris County zunächst von Paxton und dann seiner Ehefrau im Senat von Texas vertreten wurde. Deshalb sei die Fairness des Verfahrens gefährdet. Im Oktober 2020 beschloss das Gericht im Harris County die Entscheidung von 2017 aufzuheben und das Countygericht im Harris County doch für zuständig zu halten. Eine in dieser Sache 2016 erhobene Strafanklage der Securities and Exchange Commission wegen Wertpapierbetruges wurde 2017 durch ein Bundesgericht abgewiesen. Im März 2024 wurde vor der Eröffnung des Hauptverfahrens am 15. April 2024 die Anklage nach einem Deal fallengelassen. Paxton verpflichtete sich im Gegenzug etwa 300.000 Dollar Schadensersatz zu leisten, zu hundert Stunden gemeinnütziger Arbeit und fünfzehn Stunden Rechtsfortbildung.

#### Skandal um Nate Paul
Kurz vor der Wiederwahl 2018 trat Ken Paxton gemeinsam mit seiner Ehefrau Angela vor seine Mitarbeiter und beichtete, dass er eine außereheliche Affäre gehabt habe. Er behauptete, dass die Affäre vorbei sei. Tatsächlich führte er die Beziehung fort, unternahm aber umfangreiche Schritte, sein Liebesverhältnis vor seiner Frau und seinen Wählern geheim zu halten. Behilflich war ihm dabei der Immobilienunternehmer Nate Paul. Dieser richtete etwa ein gemeinsames Uberkonto ein, damit Paxton sich mit seiner Geliebten treffen konnte und stellte die Frau 2020 ein. Paul zahlte außerdem für Baumaßnahmen an einem Haus Paxtons. Im Gegenzug nutzte Ken Paxton sein Amt, um dem Unternehmer bei Ermittlungen des FBI und rechtlichen Auseinandersetzungen behilflich zu sein. Mehrere Mitarbeiter seiner Behörde wandten sich in der Folge als Whistleblower an das FBI wegen des Verdachts des Amtsmissbrauchs und der Bestechlichkeit. Das FBI nahm daraufhin im Oktober 2022 Ermittlung wegen des Verdachts auf Korruptionsvergehens ein. Paxton entließ diese Mitarbeiter und vier von ihnen reichten im November 2020 beim Travis County Court Klage wegen widerrechtlicher Kündigung ein. Im Februar 2023 endete zunächst das Verfahren mit einem Prozessvergleich, in dem der Bundesstaat Texas verpflichtet wurde, 3,3 Millionen $ an die Kläger zu zahlen. Diese Zahlung aus Steuermitteln musste durch den Kongress von Texas bewilligt werden. Dieser Prozessvergleich sollte das Amtsenthebungsverfahren gegen Paxton auslösen.
Nach dem Ende des Amtsenthebungsverfahrens beantragten die Kläger am 25. September 2023 vor dem Texas Supreme Court, das Zivilverfahren wieder zu eröffnen. Sie begründeten dies damit, dass die Beklagtenseite wesentlichen Vereinbarungen aus dem Vergleich nicht nachgekommen sei. Weder sei die Entschuldigung abgegeben worden, noch seien die $ 3,3 Millionen gezahlt worden. Das Oberste Gericht des Bundesstaates ließ vier Tage später die Weiterführung des Prozesses vor dem Gericht des Travis County zu.
Nachdem Paxton vor dem Supreme Court alle Vorwürfe eingeräumt hatte, und so eine Aussagen unter Eid verhindert hatte, verurteilte ihn eine Richterin des Bezirksgerichts im Travis County im April 2025. Die Richterin sprach den Klägern insgesamt 6,6 Millionen Dollar Schadensersatz wegen Verletzung des Texas Whistleblower Act  zu, zuzüglich von Rechtsverfolgungskosten, sollte Paxton Rechtsmittel einlegen. Paxton kündigte solche Schritte an, da das Urteil weder Grundlage in den Tatsachen noch im Recht habe.

#### Sprecher am 6. Januar 2021
Ken Paxton war einer der Sprecher bei der Demonstration, die zur Erstürmung des US-Kapitols am 6. Januar 2021 führte. Paxton rühmte in Begleitung seiner Ehefrau seine Klage gegen das Wahlergebnis in vier Bundesstaaten und erklärte:

„We will not quit fighting. We’re Texans, we’re Americans, and the fight will go on.“

(Wir werden nicht aufgeben zu kämpfen. Wir sind Texaner, wir sind Amerikaner und der Kampf wird weitergehen.)
In der Folge der Erstürmung behauptete Paxton, dass die Anhänger Trumps nicht beteiligt gewesen seien. Er gab stattdessen der Antifa die Schuld an der Gewalt am 6. Januar 2021.

#### Sonstige Vorteilsannahmen
Kurz vor der Eröffnung der Verhandlungen im Senat von Texas über Ken Paxtons Amtsenthebung wurde bekannt, dass er zahlreiche Vorteile angenommen hatte. Dies umfasste unter anderem Reisen in die Karibik, nach Europa und zur Fußball-Weltmeisterschaft 2022 in Katar.

### Amtsenthebungsverfahren

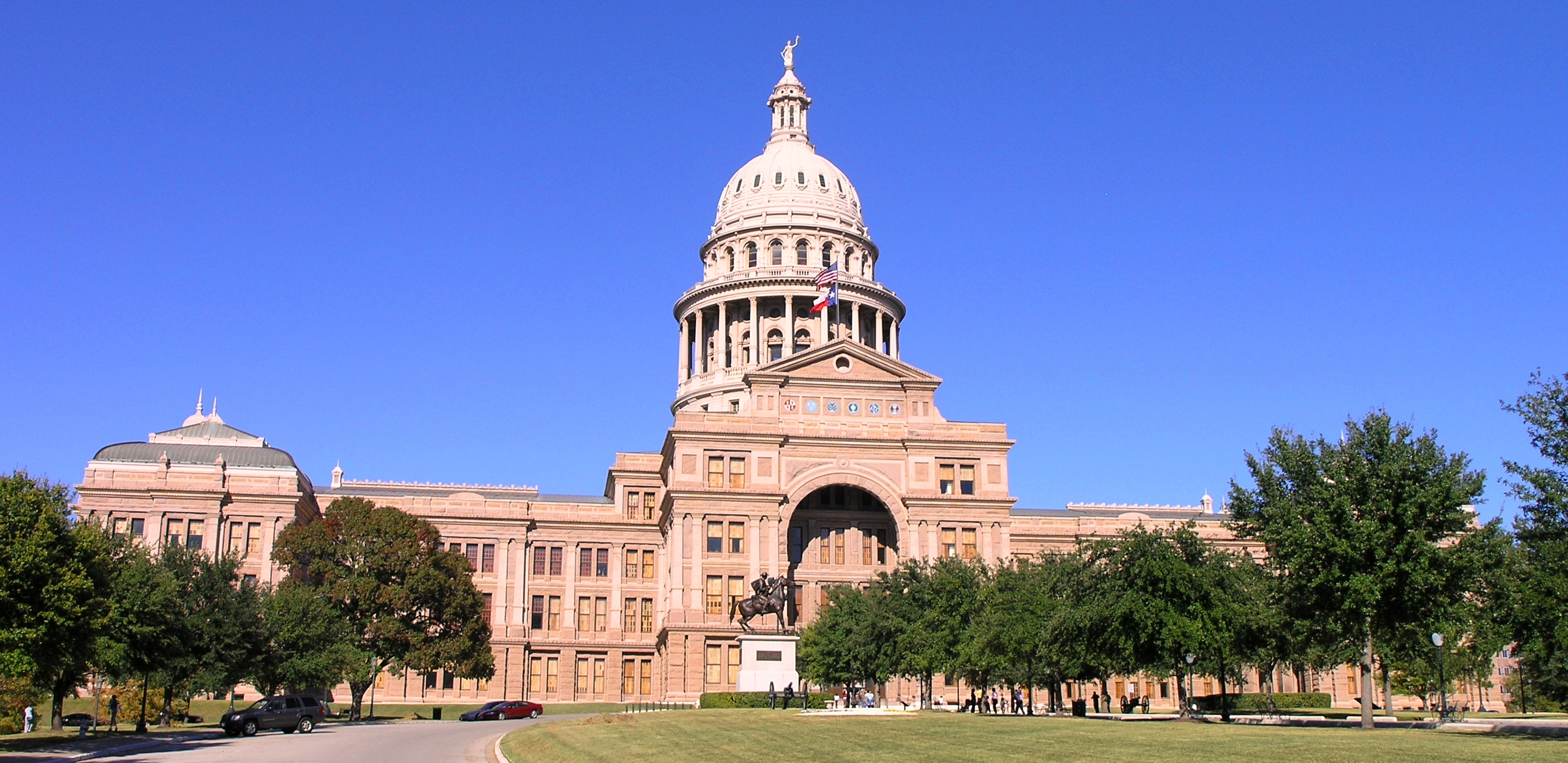
Texas State Capitol, in dem Repräsentantenhaus und Senat tagen

Nachdem im Februar 2023 im Zusammenhang mit dem Skandal um die Verdeckung seiner Affäre ein Gerichtsvergleich mit Whistleblowern erreicht worden war, verweigerte das Repräsentantenhaus von Texas im März seine Zustimmung. Es wurde stattdessen eine von vier ehemaligen Staatsanwälten durchgeführte Ermittlung in Auftrag gegeben. Die Ermittler stellten am 24. Mai 2023 ihr Untersuchungsergebnis vor. Am 27. Mai 2023 stimmte das Repräsentantenhaus des Bundesstaates mit 121 zu 23 Stimmen bei zwei Enthaltungen für ein Amtsenthebungsverfahren. Ken Paxton war damit bis zum Abschluss des Verfahrens suspendiert. Das Verfahren wurde gestützt auf Vorwürfe von Bestechlichkeit, Behinderung der Justiz (obstruction of justice), und dem Missbrauch öffentlicher Mittel im Zusammenhang mit den Skandal um Nate Paul. Es war das erste Amtsenthebungsverfahren gegen einen staatsweit gewählten Amtsträger in der Geschichte von Texas seit der Amtsenthebung von Gouverneur James E. Ferguson 1917 und erst das dritte derartige Verfahren in der Geschichte von Texas. Der hierdurch suspendierte Paxton beteuerte danach in einer Pressekonferenz seine Unschuld. Er bezeichnete das Verfahren als Schande und politisch motiviert. Er hob die zahlreichen von ihm gegen die Bundesregierung unter Joe Biden eröffneten Klagen hervor.

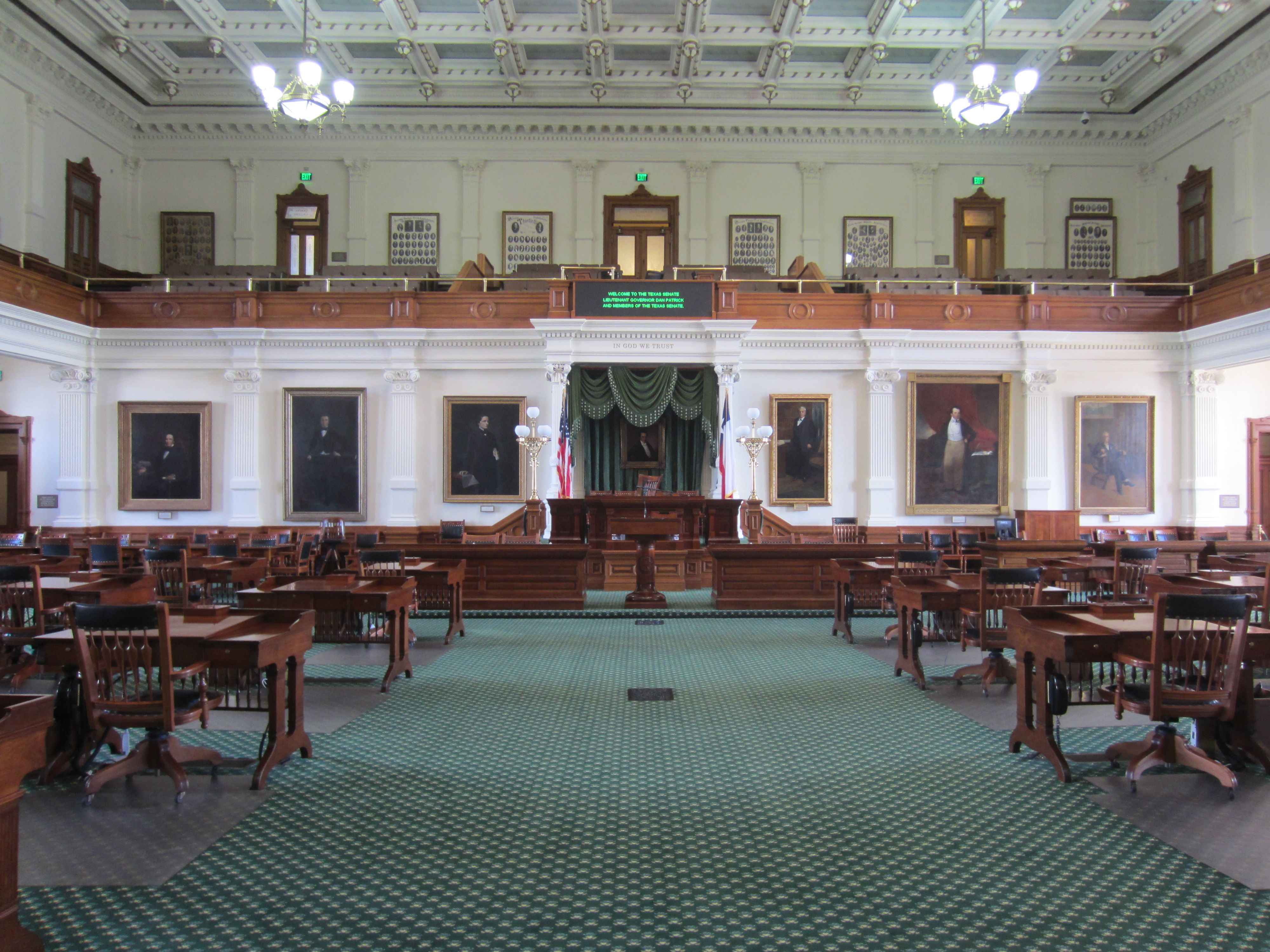
Sitzungssaal des Senats von Texas, in dem die Verhandlung gegen Ken Paxton stattfand

Noch vor Beginn der Verhandlung im Senat änderte im Juni 2023 der Senat die Regeln für Amtsenthebungsverfahren. Ehegatten von im Amtsenthebungsverfahren angeklagten Personen sollten nun kein Stimmrecht haben. Begründet wurde die Regel mit der natürlichen Befangenheit. Senatorin Angela Paxton war damit von Abstimmungen, aber nicht den Sitzungen ausgeschlossen. Der Senat stellte auch vier der vom Repräsentantenhaus beschlossenen Anklagepunkte zurück. Diese vier stünden in zu engem Zusammenhang mit der seit 2015 anhängigen Anklage wegen privater Wirtschaftsvergehen. Paxton musste sich damit in 16 Anklagepunkten vor dem Senat verantworten.
Die Anklage im Amtsenthebungsverfahren stützte sich auf knapp 4.000 Seiten an Dokumenten, die vom Repräsentantenhaus gesammelt worden waren. Beide Seiten hatten zusätzlich Dutzende von Zeugen benannt. Die Dauer des Verfahrens im Senat war daher auf zwei bis drei Wochen prognostiziert worden. Paxtons Verteidigung wurde durch den in Texas prominenten Strafverteidiger Tony Buzbee geleitet, die Anklage hatte ihrerseits führende Strafrechtsanwälte verpflichtet.

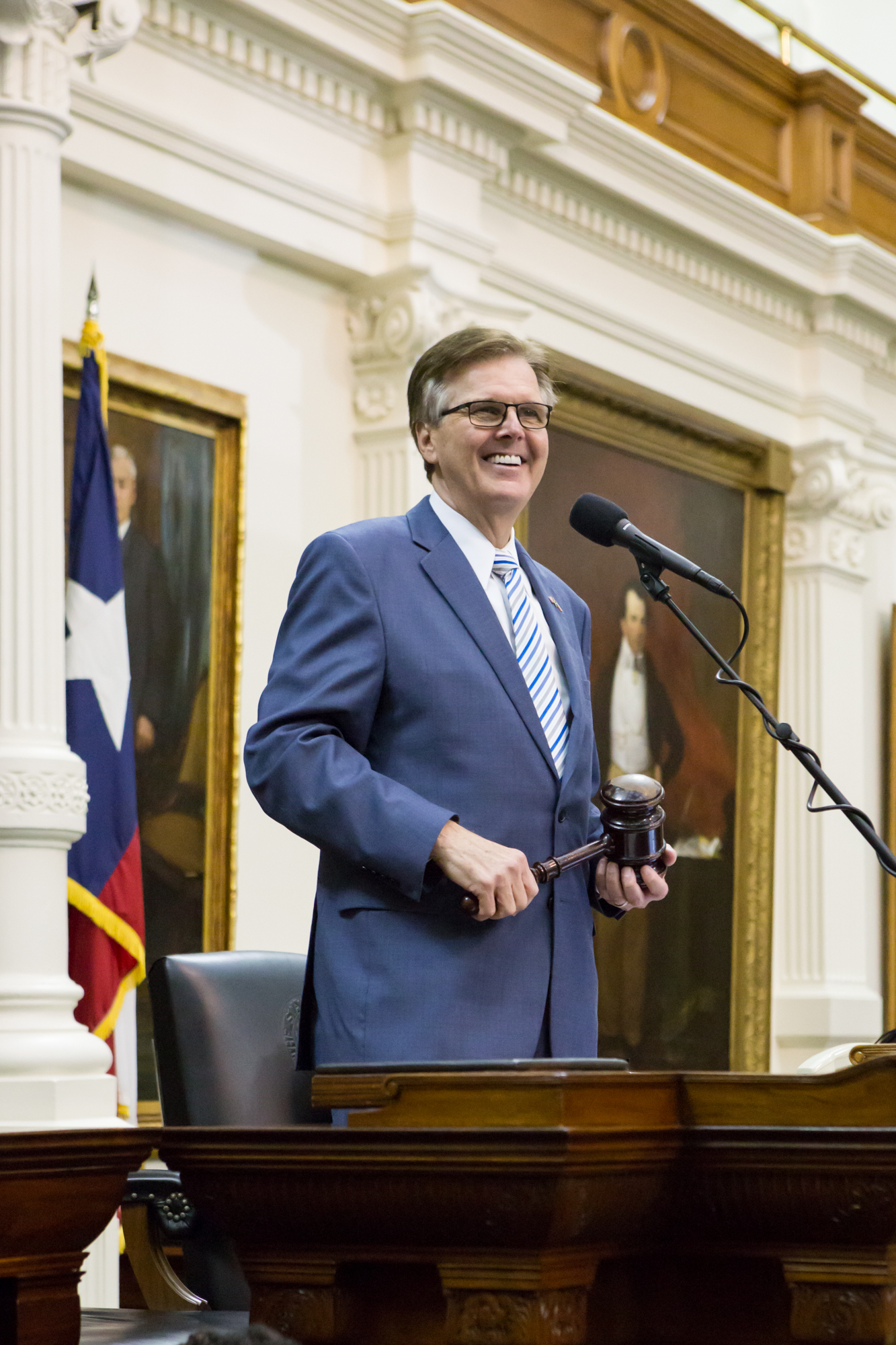
Vizegouverneur Dan Patrick 2017 im Sitz des Präsidenten des Senats von Texas

Am Dienstag, den 5. September 2023, begann das Verfahren im Senat von Texas. Geleitet wurde es durch den republikanischen Vizegouverneur Dan Patrick. Der 31-köpfige Senat fungierte dabei als Jury. Zu dieser Zeit bestand der Senat aus 19 Republikanern und 12 Demokraten. Diese Jury musste mit Zweidrittelmehrheit Paxton in mindestens einem Anklagepunkt für schuldig befinden, um ihn des Amtes zu entheben. Paxtons Ehefrau musste als Senatorin anwesend sein, durfte aber keine Stimme abgeben. Am ersten Verhandlungstag wurde über Anträge zur Abweisung des Verfahrens entschieden. Anklage und Verteidigung trugen ihre Eröffnungsplädoyers vor, und der erste Zeuge wurde vernommen. Über die Abweisungsanträge als prozedurale Anträge konnte mit einfacher Mehrheit entschieden werden. 24 Senatoren stimmten gegen die Abweisung aller Vorwürfe. Die Senatoren wiesen fünfzehn weitere Anträge auf Abweisung einzelner Anklagepunkte ab. In den folgenden Plädoyers argumentierte der Abgeordnete Andrew Murr als Verfahrensmanager des Repräsentantenhauses, dass die Beweise für sich sprächen. Die Verteidigung argumentierte, dass das Volk Ken Paxton wiedergewählt habe, obwohl die Vorwürfe bekannt gewesen seien. Paxton sei durch die Medien vorverurteilt worden und habe von seiner Beziehung zu Nate Paul nicht profitiert.
Als erste Zeugen wurden in den ersten Tagen vier der Whistleblower vor dem texanischen Senat einem Kreuzverhör unterzogen. Am 13. September 2023 schloss die Anklage die Vernehmung ihrer Zeugen ab. Die Vernehmung der Geliebten war aus formellen Gründen unterblieben. Am folgenden Tag rief die Verteidigung vier Verteidigungszeugen, alle Beschäftigte in der Behörde des Attorney General, auf. Nach dem Kreuzverhör dieser Zeugen erklärte die Verteidigung ihre Beweisführung als abgeschlossen. Am Freitag, den 15. September 2023, hielten beide Seiten ihre Plädoyers. Die Senatoren zogen sich gegen Mittag zur Beratung zurück. Am 16. September 2023 wurde Paxton in allen sechzehn Anklagepunkten freigesprochen. Lediglich zwei republikanische Senatoren stimmten für die Amtsenthebung bei einigen Punkten. Keiner der Anklagepunkte konnte mehr als vierzehn der notwendigen einundzwanzig Stimmen auf sich vereinigen. Nach dem Freispruch wurden die vier zurückgestellten Anklagepunkte zurückgewiesen. Kurz nach der Zertifizierung des Ergebnisses durch den Vizegouverneur nahm Paxton seine Amtsgeschäfte wieder auf.

#### Politische Debatte während des Amtsenthebungsverfahrens
Das Amtsenthebungsverfahren spaltete die Republikanische Partei in Texas: Wirtschaftskonservative befürworteten die Amtsenthebung, während christliche Nationalisten Paxton vehement verteidigten. So schrieb der ehemalige republikanische Gouverneur von Texas, Rick Perry, im Wall Street Journal, dass die Partei das Prinzip des Rule of Law vertreten habe, die Kritiker des Amtsenthebungsverfahrens wären daher eine Schande für die Republikaner. Der ehemalige Präsident Donald Trump erklärte auf Truth Social, dass das Land heruntergekommen sei, wenn ein frischgewählter Attorney General, der eine außerordentliche Arbeit leiste, angeklagt würde. US-Senator Ted Cruz bezeichnete das Verfahren als travesty (Farce) und erklärte, dass die Gerichte über Paxtons rechtliche Probleme entscheiden sollten. Am 14. September 2023 behauptete Trump, dass RINOs Paxtons Wahl 2022 ungeschehen machen wollten. Louie Gohmert warnte in einem Beitrag zur rechten Nachrichtenwebsite The Daily Caller, dass der Fall Paxton zur Spaltung der republikanischen Partei in Texas beitrage. Eine im August 2023 unter texanischen Republikanern durchgeführte Meinungsumfrage ergab, dass 24 % der Befragten glaubten, dass Paxton Vergehen begangen habe, die eine Amtsenthebung rechtfertigten. 32 % glaubten demgegenüber nicht, dass ein Amtsenthebungsverfahren gerechtfertigt sei. 43 % waren unentschlossen.
Vizegouverneur Dan Patrick, der das Verfahren im Senat von Texas zu leiten hatte, erhielt im Juni 2023 eine Wahlkampfspende in Höhe von $ 3 Millionen von einer Pro-Paxton-Gruppe. Im August 2023 begann die Gruppe San Jocinto 2023 Werbespots zu senden, in denen dazu aufgerufen wurde, Senatoren zu kontaktieren und von ihnen zu verlangen, das Amtsenthebungsverfahren zu beenden. San Jocinto 2023 hatte Verbindungen zum Beratungsunternehmen Axiom Strategies, das Paxton beriet. Unterstützer von Ken Paxton ließen Werbetafeln errichten und bezahlten Influencer in sozialen Medien, um Paxtons Argumente zu wiederholen. In Steve Bannons Sendung War Room trat eine Kandidatin für den Parteivorsitz der Republikaner im Dallas County auf. Sie nannte die Namen von sechs republikanischen Senatoren, die eine Amtsenthebung unterstützten. Sie drohte, dass jeder Senator, der das Verfahren unterstütze, in den nächsten Vorwahlen herausgefordert werde. Bannon hob die nationale Bedeutung von Texas für den Trumpismus hervor. Er versprach weiterhin die Namen dieser sechs Senatoren bekannt zu machen. Der ehemalige Abgeordnete Jonathan Stickland drohte, dass seine Lobbygruppe PAC Defend Texas Liberty tonnenweise Geld gegen das Verfahren ausgeben werde. Er erklärte, die Unterstützer der Amtsenthebung würden abgewählt werden.

#### Politische Debatte nach dem Amtsenthebungsverfahren
Auch nach dem Ende des Amtsenthebungsverfahrens ging die politische Debatte in der Republikanischen Partei weiter. Vizegouverneur Patrick kritisierte unmittelbar nach der Abstimmung das Amtsenthebungsverfahren. Das Repräsentantenhaus habe den Fall durchgerammt. Die Gründungsväter würden besseres erwarten, sowas dürfe sich nicht wiederholen. Der Vizegouverneur kündigte eine Untersuchung der verursachten Kosten an. Der Sprecher des Repräsentantenhauses erwiderte, dass Patrick das Verfahren abgeschlossen habe, indem er seine Voreingenommenheit gezeigt habe. Der Vorsitzende der Republikanischen Partei in Texas, Matt Rinaldi, erklärte, dass der Sprecher des Repräsentantenhauses, Dade Phelan, und seine Führungsmannschaft sich schämen sollten für das Verfahren. Er rief das Repräsentantenhaus auf, eine Führung zu wählen, die die Partei eint und nach vorne führt. Paxton selbst behauptete, dass es sich um ein von der Biden-Regierung gelenktes Verfahren von RINOs um Phelan und seinem Schaugericht (Cangoroo Court) gehandelt habe. Es sei laut Paxton eine Schande. Auch andere Republikaner wie Donald Trump riefen zum Rücktritt Phelans auf. Der Vorsitzende des Impeachment-Teams des Repräsentantenhauses, Andrew Murr, auf der anderen Seite griff Paxton-Entschuldiger an, die Millionen ausgegeben hätten, um Senatoren zu beeinflussen und einzuschüchtern. Phelan griff den Vizegouverneur für seinen Ausbruch nach der Abstimmung an. Ken Paxton selbst äußerte in einem Interview mit Tucker Carlson nach dem Ende des Verfahrens, dass er offen für die Idee sei, US-Senator John Cornyn bei dessen Wiederwahl 2026 in den Vorwahlen herauszufordern. Cornyn hatte sich bereits während Paxtons Wiederwahlkampagne 2022 und im Laufe des Amtsenthebungsverfahrens kritisch zu den juristischen Problemen des Attorney General geäußert. Paxton attackierte den US-Senator als Teil des Establishments um George W. Bush. In dem Interview äußerte Paxton erneut die Auffassung, dass das Amtsenthebungsverfahren von der Biden-Administration gesteuert worden sei. Der republikanische Sprecher des Repräsentantenhauses, Dade Phelan, werde von den Demokratischen Partei gesteuert. Grund seien seine zahlreichen Klagen gegen die Biden-Regierung. Der republikanische Parteistratege Karl Rove erwiderte auf das Interview mit Carlson auf dem Texas Tribune Festival, dass die einzige Person, der man Schuld an dem Verfahren geben könne, Paxton selbst sei. Er habe seinen Hosenstall nicht geschlossen halten können und sei so arrogant gewesen zu glauben, er könne texanische Steuerzahler seine $ 3,3-Millionen-Rechnung zahlen lassen.
Vizegouverneur Patrick verteidigte unterdessen in einem Fernsehinterview die Annahme von $ 3 Millionen von der Pro-Paxton-Gruppe Defend Texas Liberty PAC kurz vor der von ihm geleiteten Verhandlung vor dem Senat von Texas. Er habe vergleichbare Summen auch von Gruppen angenommen, die nicht für den Attorney General seien. Der Sprecher des Repräsentantenhauses schrieb am 22. September 2023 einen Kommentar in der Beaumont Enterprise, in der er, unter anderem unter Bezug auf die Millionenzahlung an den Vizegouverneur, äußerte, dass das Verfahren im Senat von Anfang an manipuliert gewesen sei. Es habe Politik über Prinzipien gewonnen. Dan Patrick äußerte auf X, dass die Bemerkungen Phelans widerwärtig und seines Amtes unwürdig seien.
Am 9. Oktober 2023 kündigte Ken Paxton eine Strafanzeige gegen den mit dem Management des Amtsenthebungsverfahrens beauftragten Ausschuss des Repräsentantenhauses wegen Doxings an. Seine Privatadresse sei in einer veröffentlichten Vernehmungsabschrift enthalten gewesen.

#### Politische Folgen
Bereits am 13. Juli 2023 sprach die republikanische Partei des Orange County eine Rüge gegen den Sprecher des Repräsentantenhauses für die Durchführung des Amtsenthebungsverfahrens aus. Dade Phelan habe republikanische Prinzipien und Interessen verletzt. Dem schlossen sich vor Abschluss des Verfahrens die Parteiorganisationen im Ellis County, Dallas County und Montgomery County an. Travis County, Smith County, Tarrant County und Harris County folgten nach dem Ende des Verfahrens. Das Exekutivkomitee der texanischen Republikanischen Partei beschloss eine Resolution, in der Phelan zum Rücktritt aufgefordert wurde. Sollte er nicht zurücktreten, rief das Exekutivkomitee das Repräsentantenhaus zum Misstrauensvotum (vote to vacate the chair) auf. Phelan lehnte einen Rücktritt ab. Paxton rief drei Wochen nach dem Amtsenthebungsverfahren zur Wahl von sieben republikanischen Gegenkandidaten von Abgeordneten, die für die Amtsenthebung gestimmt hatten, bei den Vorwahlen zu den Wahlen zum Repräsentantenhaus von Texas auf. Er kündigte Wahlkampfauftritte für die Gegenkandidaten an.
Am 18. September 2023 beantragte Vizegouverneur Patrick bei der Auditorin des Bundesstaates Texas, Lisa Collier, eine Untersuchung aller durch das Amtsenthebungsverfahren verursachten Kosten. Die Behörde der Auditorin nahm die Untersuchungen auf.
Nach einer in der ersten Oktoberhälfte 2023 von der University of Texas at Austin durchgeführten Meinungsumfrage werteten 32 Prozent der befragten Texaner die Durchführung des Amtsenthebungsverfahrens durch das Repräsentantenhaus als positiv, während 29 Prozent die Art der Eröffnung ablehnten. 33 Prozent unterstützten das Vorgehen des Senates beim Freispruch, während 31 Prozent dies ablehnten. Unter Republikanern unterstützten 36 Prozent die Eröffnung des Amtsenthebungsverfahrens gegen Paxton durch das Repräsentantenhaus, während 22 Prozent es ablehnten. Das Verfahren im Senat wurde von 46 Prozent der befragten Republikaner unterstützt und von 14 Prozent abgelehnt.
Im Oktober 2023 brachte der Abgeordnete Travis Clardy House Joint Resolution (HJR) 8 in das Repräsentantenhaus von Texas ein, um eine Volksabstimmung zu einer Verfassungsänderung auszulösen. Im Erfolgsfall sollte eine Amtsenthebung dann nur noch basierend auf Aussagen unter Eid möglich sein, mit einer Wartefrist von zwei Wochen. Ein Kreuzverhör vor dem Senat sollte nicht mehr zulässig sein. Betroffene Amtsträger sollten während des Verfahrens weiter besoldet werden. Paxton begrüßte dies ausdrücklich, niemand solle dasselbe wie er erleben müssen.
Das Amtsenthebungsverfahren hatte den rechten Flügel der Republikaner vor allem gegen Sprecher Phelan aufgebracht. Bei den Wahlen 2024 traten in den Vorwahlen erstmals in Dade Phelans Karriere republikanische Herausforderer gegen den Sprecher des Repräsentantenhauses an. Der aussichtsreichste war David Covey. Paxton rief nicht nur zur Wahl Coveys auf, sondern reiste zusätzlich zu Wahlkampfauftritten in Phelans Wahlbezirk in Südost-Texas an. Im Januar 2024 rief Donald Trump dazu auf, Covey zu wählen und begründete dies damit, dass das Amtsenthebungsverfahren gegen Paxton Schande gebracht habe. Im März könnte Covey 46 % der Stimmen in der Vorwahl gewinnen, Phelan aber nur 43 %, da kleiner über die Hälfte der Stimmen erreichte müsste sich beide im Mai einer Stichwahl stellen. In der Vorwahl-Stichwahl konnte sich Phelan dann mit 50,3 % knapp behaupten. In der Hauptwahl im November 2024 gab es keinen Gegenkandidaten. Nach den Wahlen 2024 müsste Phelan aber seine Kandidatur zur Wiederwahl als Sprecher des Repräsentantenhauses zurückziehen. In der Folge kam es zu einem Zweikampf zwischen zwei Republikanern um das Amt des Sprechers des Repräsentantenhauses. Während Dustin Burrows ein Verbündeter Phelans war, der das Amtsenthebungsverfahren unterstützt hatte und eher dem Wirtschaftsflügel der Partei zugerechnet wurde, wurde David Cook von religiösen Flügel und Ken Paxton unterstützt. Paxton hielt sogar wahlkampfähnliche Veranstaltungen ab. Am Ende setzte sich Burrows sich mit einer Minderheit der Republikanerfraktion mit Unterstützung der Demokraten durch.

## Senatskandidatur
Im April 2025 kündigte Paxton an John Cornyn bei den Vorwahlen zur Senatswahl 2026 herauszufordern. Cornyn trete zum fünften Mal zur Wahl für den Senat der Vereinigten Staaten an, was drei Jahrzehnte bedeuten würde, es brauche einen Wechsel. Texas brauche einen zweiten großen Senator wie Ted Cruz, der sich für republikanische Werte, die Leute von Texas und Donald Trump einsetze, so Paxton  gegenüber Laura Ingraham auf Fox News zur Begründung. Cornyn erwiderte aus Washington, D.C., dass es sich um ein Eitelkeitsprojekt eines Hochstaplers handle. Der wahrscheinlichste Verlierer würde Donald Trumps Agenda werden. Das Vorwahlkampf würde der republikanischen Seite voraussichtlich hunderte von Millionen Dollar kosten, die ausgegeben werden würden, da sich die Republikanische Partei es nicht leisten könne Texas zu verlieren. Das Geld würde in Staaten wie Michigan, Georgia und New Hampshire dann fehlen.
Im Juli 2025 meldete die Associated Press, dass Paxton und seine Ehefrau beim Kauf von drei Häusern diese jeweils als Erstwohnungen angegeben und damit niedrigere Hypothekenzinsen erhalten hatten. Der in Umfragen zurückliegende Cornyn erklärte, dass Paxton damit wahrscheinlich das Gesetz gebrochen habe, und stellte die Frage, wer das Gesetz durchsetze, wenn der höchste Strafverfolger es breche. Auch der mögliche Kandidat der Demokraten Colin Allred griff Paxton als korrupt an. Paxton erklärte auf X, dass dieser laut ihm falsche Bericht Konsequenzen haben werde.